# Arenaria
Arenaria es un género cosmopolita de las cariofiláceas característico de roquedos, matorrales dolomíticos y prados terofíticos. Está compuesto por unas 1400 especies descritas, de las cuales menos de la tercera parte están aceptadas.  Su diversidad es abundante en la península ibérica, contando con hasta 40 especies.

## Descripción
Son hierbas anuales, bienales o perennes, más raramente sufrútices. Hojas opuestas, enteras, sin estípulas. Flores hipóginas, en inflorescencias cimosas solitarias, rara vez en racimos, generalmente blancas, a veces de color rosa o púrpura. Sépalos (4)5, libres, persistentes, los internos generalmente con amplio margen membranoso. Pétalos (4)5, enteros, retusos o emarginadas. Estambres (8) 10, uniseriados, insertados en un disco glanduloso perigino. Estilos 3, rara-mente 2, 4 o 5. Cápsula dehiscente por doble número de dientes o valvas que el de estilos, en general 6 o 3 bidentados. Semillas reniformes o globosas, algo comprimidas lateralmente, sin estrofiolo, negras por lo general; testa formada por células anchas y redondeadas, f prominentes (testa coliculada) -las dorsales o todas ellas provistas a veces de prominencias mamiformes, cónicas o cónico-cilíndricas-, raramente lisa y brillante.

## Taxonomía
El género fue descrito por Carlos Linneo y publicado en Species Plantarum 1: 423. 1753. La especie tipo es: Arenaria serpyllifolia L.	
Etimología
Arenaria: nombre genérico que deriva del término latino arenarius  = "de arena, arenoso". Adjetivo sustantivado: la planta a la que J.Bauhin dio este nombre en 1631 vive en terreno arenoso.

## Especies
Anexo: Especies del género Arenaria